# Darren Criss
Darren Everett Criss (sinh ngày 5 tháng 2 năm 1987) là một diễn viên, ca sĩ, nhạc sĩ người Mỹ. Anh còn là người sáng lập và đồng sở hữu StarKid Productions, một công ty nhạc kịch đặt trụ sở ở Chicago, Illinois. Anh được biết đến nhiều nhất với vai diễn Blaine Anderson trong sê ri phim truyền hình Glee của FOX.
Ban đầu Darren được chú ý bởi vai chính Harry Potter trong vở nhạc kịch A Very Potter Musical do StarKid sản xuất. Album Me and My Dick, bao gồm những ca khúc và bản nhạc được Darren đồng sáng tác, lọt vào vị trí thứ 11 trên bảng xếp hạng Top Cast Albums. Năm tiếp theo, album Starship do Darren tự mình sáng tác đạt vị trí thứ nhất cũng trên bảng xếp hạng đó.
Với vai trò là ca sĩ chính của Dalton Academy Warblers, ca khúc đầu tiên của Darren trên Glee, "Teenage Dream", đạt vị trí thứ nhất trên bảng xếp hạng Billboard Digital Songs; ca khúc này cũng được chứng nhận đĩa Vàng bởi RIAA sau khi bán được hơn 500,000 bản. Tháng 4 năm 2011, album Glee: The Music Presents the Warblers với Darren là giọng hát chính đã đứng đầu bảng xếp hạng Billboard Top Soundtracks và xếp thứ 2 trên bảng xếp hạng Billboard 200 ở Mỹ.
Tháng 1 năm 2012, Darren ra mắt trên sân khấu Broadway với vai chính J. Pierrepont Finch trong vở How to Succeed in Business Without Really Trying. Tháng 9 năm 2012, anh xuất hiện lần đầu tiên trong bộ phim hài Girl Most Likely cùng với Kristen Wiig, Annette Bening, và Matt Dillon.

## Tiểu sử
Darren được sinh ra ở San Francisco, California và là con trai út của Cerina (nhũ danh Bru) và Charles William Criss, chủ ngân hàng đồng thời là cựu giám đốc của San Francisco Opera, Philharmonia Baroque Orchestra, Stern Grove Festival và San Francisco Performances. Darren là người lai Âu Á; mẹ anh, quê ở Cebu, Philippines, mang dòng máu Trung Quốc, Tây Ban Nha và Philippines, còn bố anh, quê ở Pittsburgh, Pennsylvania, mang dòng máu Ireland. Anh có một người anh trai tên là Charles "Chuck" Criss (sinh ngày 15 tháng 4 năm 1985), nhạc sĩ và là thành viên của ban nhạc rock indie Freelance Whales. Darren và anh trai lớn lên ở San Francisco, ngoại trừ giai đoạn từ năm 1988 đến năm 1992 khi gia đình anh sống ở Honolulu, Hawaii, nơi bố anh sáng lập EastWest Bank và trở thành chủ tịch hội đồng quản trị cũng như tổng giám đốc điều hành.
Darren bắt đầu quan tâm đến âm nhạc và biểu diễn nghệ thuật từ khi còn rất nhỏ - năm 5 tuổi, anh bắt đầu học chơi vĩ cầm, năm 10 tuổi, anh được nhận vào chương trình Young Conservatory của American Conservatory Theater; đồng thời bắt đầu biểu diễn chuyên nghiệp trên sân khấu của công ty nhạc kịch 42nd Street Moon. Darren tiếp tục trau dồi kỹ năng âm nhạc và cuối cùng có thể chơi thành thạo vĩ cầm, ghi-ta, dương cầm, đàn mandolin, harmonica và trống. Ở tuổi 15, anh bắt đầu sáng tác nhạc.
Darren học tiểu học tại Stuart Hall for Boys và tốt nghiệp trung học tại Saint Ignatius College Preparatory năm 2005. Ở Saint Ignatius anh là thành viên của chương trình biểu diễn nghệ thuật và đã tham gia vào nhiều vở kịch kinh điển như The Music Man, The Diary of Anne Frank và Fiddler on the Roof. Anh cũng đóng vai trò là người chỉ đạo trong dàn nhạc của trường, anh còn thành lập một nhóm nhạc riêng và được bạn bè bầu chọn là người có khả năng giành được giải Grammy nhất. Về học vấn, anh nhận được giải National Latin Exam trong cả hai năm 2002 (Maxima Cum Laude) và 2003 (Magna Cum Laude).
Darren theo học đại học Michigan chuyên ngành sân khấu cũng như âm nhạc học và tiếng Ý. Anh đã biểu diễn trong những vở kịch như Kiêu hãnh và định kiến, A Few Good Men và The Cripple of Inishmaan, đồng thời dành một học kỳ để học ở nước ngoài tại Accademia dell'Arte Lưu trữ ngày 30 tháng 8 năm 2011 tại Wayback Machine, Arezzo, Ý. Tổ chức sân khấu do học sinh điều hành của trường, Basement Arts Lưu trữ ngày 2 tháng 8 năm 2011 tại Wayback Machine, nơi Darren đóng vai trò là diễn viên lẫn đạo diễn, đã đặt nền móng cho việc thành lập công ty StarKid Productions của anh. Năm 2009, Darren nhận bằng cử nhân mỹ thuật.

## Sự nghiệp diễn xuất

### Sân khấu kịch
Darren bắt đầu diễn xuất chuyên nghiệp trên sân khấu kịch năm 10 tuổi với vai Cesario trong vở Fanny (1997) của 42nd Street Moon, sau đó là vai Mauro trong vở Do I Hear a Waltz? (1998) của Richard Rodgers và Stephen Sondheim và vai Beauregard Calhoun trong vở Babes in Arms (1999).
Quyết định theo đuổi sự nghiệp diễn xuất từ rất sớm, Darren dành những năm đầu ở American Conservatory Theater để học biểu diễn sân khấu và tham gia vào một số vở kịch, đáng chú ý là A Christmas Carol, A Midsummer Night’s Dream và The Voysey Inheritance.
Năm 2009, sau khi nhận được bằng cử nhân mỹ thuật, Darren, cùng với bạn bè ở đại học Michigan, sáng lập StarKid Productions, một công ty nhạc kịch. Vai diễn nổi tiếng nhất của anh ở StarKid là Harry Potter trong các vở nhạc kịch hài A Very Potter Musical, A Very Potter Sequel và A Very Potter Senior Year (dựa trên bộ tiểu thuyết Harry Potter của J.K. Rowling). Các vở kịch của StarKid đã nhận được hơn 140 triệu lượt xem trên kênh YouTube của công ty kể từ ngày 19 tháng 6 năm 2009.
Tháng 1 năm 2012, Darren xuất hiện lần đầu tiên trên sân khấu Broadway, thay thế Daniel Radcliffe với vai J. Pierrepont Finch trong vở How to Succeed in Business Without Really Trying trong vòng 3 tuần tại Al Hirschfeld Theatre. Ngoại trừ tuần cuối cùng do Daniel Radcliffe diễn, vở nhạc kịch đạt được thành công lớn nhất từ 3 tuần với Darren thủ vai chính trong khoảng thời gian 11 tháng, thu về hơn 4 triệu đô la.

### Truyền hình

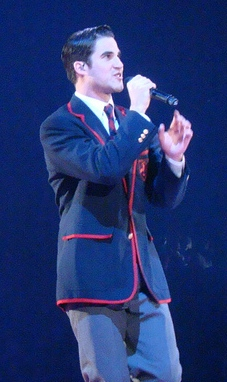
Darren trong vai Blaine Anderson trong chuyến lưu diễn Glee Live! In Concert! năm 2011.

Darren bắt đầu sự nghiệp trên truyền hình với vai phụ trong các sê ri Eastwick và Cold Case.
Hiện Darren đang đảm nhận vai Blaine Anderson trong sê ri phim truyền hình Glee của FOX. Anh xuất hiện lần đầu tiên ở mùa thứ hai trong tập "Never Been Kissed" phát sóng vào ngày 9 tháng 11 năm 2010. Blaine học tại học viện Dalton và là giọng ca chính trong nhóm hát của trường, The Dalton Academy Warblers. Ban đầu Blaine đóng vai trò là bạn và người hướng dẫn cho Kurt Hummel, thành viên đồng tính bị bắt nạt của nhóm hát đối địch với Warblers, New Directions. Sự ăn ý giữa hai nhân vật cũng như sự ủng hộ của người xem đối với cặp đôi này đã khiến Ryan Murphy, đồng tác giả của sê ri, ghép họ thành một đôi trong phim. Đầu mùa thứ ba, Blaine chuyển đến trường trung học McKinley và gia nhập New Directions; hiện Darren đã trở thành diễn viên chính.
Nói về sự phản hồi của công chúng đối với vai diễn của mình, Darren đặc biệt thích thú trước những bình luận từ "những người ở nhiều nơi trên thế giới mà có thể không được tiếp xúc nhiều với những hệ tư tưởng nhất định", nhưng đã nhìn nhận lại lập trường của mình về các mối quan hệ cũng như quyền con người nhờ cốt truyện của Blaine và Kurt. Anh gọi phản ứng này là "một hiện tượng" và nói, "Tôi là một đứa trẻ dị tính lớn lên trong một cộng đồng với nhiều người đồng tính nên tôi đã từng chứng kiến những người bạn phải đấu tranh vật lộn và không tìm được chỗ cho mình. Được là một phần của cỗ máy đó là điều hết sức tuyệt vời."

### Điện ảnh
Tháng 8 năm 2011, Darren đảm nhận vai Blaine Anderson trong Glee: The 3D Concert Movie.
Ngày 7 tháng 11 năm 2012, Darren xuất hiện trong bộ phim hài Girl Most Likely, công chiếu tại liên hoan phim quốc tế Toronto (TIFF) và sẽ được phát hành trên toàn thế giới vào ngày 19 tháng 7 năm 2013. Ban đầu có tên Imogene, bộ phim còn có các diễn viên Kristen Wiig, Annette Bening và Matt Dillon.

## Sự nghiệp âm nhạc

### Ca sĩ solo
Darren bắt đầu sự nghiệp âm nhạc với tư cách là ca sĩ solo khi đang học tại đại học Michigan. Anh chơi nhạc ở những địa điểm nhỏ với các ca khúc từ American Songbook, các ca khúc đương đại, các ca khúc Disney kinh điển và những sáng tác của chính mình. Đôi khi, anh cũng phối hợp biểu diễn với những nhạc sĩ khác, đặc biệt là các cựu sinh viên của đại học Michigan, ca sĩ-nhạc sĩ Charlene Kaye. Anh song ca với Kaye trong các ca khúc "Skin and Bones" và "Dress and Tie" cũng như góp mặt trong các video "Skin and Bones", "Magnolia Wine", và "Dress and Tie" của cô.
Ngày 20 tháng 7 năm 2010, Darren cho ra mắt album tự sản xuất Human trên iTunes. Anh miêu tả album này là "nhạc soul-dân ca" với tạp chí Entertainment Weekly. Album đạt thứ hạng cao nhất ở vị trí thứ 17 trên bảng xếp hạng Billboard Top Heatseekers Albums. Ngày 10 tháng 12 năm 2010, Darren trở thành thành viên thứ 400,000 của hiệp hội các nhạc sĩ, tác giả và nhà xuất bản Mỹ (ASCAP).
Sau khi giành được thành công với StarKid Productions cũng như vai diễn đột phá trên Glee, Darren bắt đầu biểu diễn ở những địa điểm lớn như The Roxy, The Troubadour và Lincoln Center. Darren đã biểu diễn trước nhiều nhân vật lớn như Barbra Streisand, Rod Stewart, Alan Menken, Phó Tổng thống Mỹ Joe Biden, Đệ Nhất Phu nhân Michelle Obama và Tổng thống Mỹ Barack Obama.
Tháng 4 năm 2011, Darren ký hợp đồng với Sony Music Entertainment. Anh sẽ thu âm một album nhưng ngày phát hành vẫn chưa được ấn định.

### StarKid Productions
Darren là một trong những nhạc sĩ chính của StarKid Productions. Anh đã đóng góp các ca khúc cho A Very Potter Musical, Me and My Dick, Little White Lie và A Very Potter Senior Year. Sau đó, Darren tự mình sáng tác tất cả các ca khúc và bản nhạc cho A Very Potter Sequel, A Very StarKid Album và Starship.
Tháng 11 năm 2011, Darren tham gia vào tour diễn toàn quốc đầu tiên của StarKid, The SPACE Tour, trong các buổi diễn ở New York và Boston. Mùa hè năm 2012, anh tiếp tục tham gia tour diễn toàn quốc thứ hai, Apocalyptour, tại các buổi diễn ở Los Angeles và New York.

### Glee
Darren đã góp mặt trong nhạc phim của Glee với vai trò là giọng ca chính của The Dalton Academy Warblers cũng như thành viên của New Directions ở của trường trung học William McKinley. The Warblers là một nhóm hát a cappella nam với các ca khúc được biên soạn bởi Beelzebubs của đại học Tufts.
Ca khúc đầu tiên của Darren trên Glee, "Teenage Dream" đã đứng đầu bảng xếp hạng Billboard Digital Songs với 214,000 bản trong tuần đầu tiên, nhiều hơn cả bản gốc. Đây là lần đầu tiên một ca khúc của Glee đạt vị trí đầu bảng và là ca khúc bán nhanh nhất của phim. Ngày 13 tháng 7 năm 2011, ca khúc được chứng nhận đĩa Vàng sau khi bán được hơn 500,000 bản.
Nhờ sự thành công trên bảng xếp hạng của các ca khúc do Darren và the Warblers trình bày trong mùa thứ hai, album Glee: The Music Presents the Warblers đã được phát hành vào ngày 19 tháng 4 năm 2011. Album khởi đầu ở vị trí thứ hai trên bảng xếp hạng Billboard 200 và vị trí thứ nhất trên bảng xếp hạng nhạc phim của tạp chí Billboard với 86,000 bản trong tuần đầu tiên.
Từ ngày 21 tháng 5 đến ngày 3 tháng 7 năm 2011, Darren cùng các bạn diễn Glee đã biểu diễn tại Glee Live! In Concert! trong tour diễn ở Mỹ, Canada, Anh và Ireland. Theo tạp chí Billboard, tour diễn xếp thứ 16 trong các tour diễn thành công nhất năm 2011, thu về hơn 40 triệu đô la và thu hút 485,000 khán giả. Tất cả 40 buổi diễn đều bán sạch vé, bao gồm các buổi diễn tại Trung tâm Staples, Nassau Coliseum và The O2 Arenas ở London và Dublin.

## Hoạt động từ thiện
Darren ủng hộ quyền của người đồng tính và là một người hưởng ứng của The Trevor Project, tổ chức quốc gia hàng đầu về những nỗ lực ngăn chặn tình trạng tự tử ở người đồng tính. Darren nhận được giải thưởng Power of Youth Philanthropy của tạp chí Variety vì những đóng góp của anh cho The Trevor Project.
Darren là một người phát ngôn cho tổ chức Rock the Vote và chiến dịch Democracy Day của họ. Ngày 23 tháng 3 năm 2011, anh góp phần khởi động Democracy Class, một "chương trình toàn quốc sử dụng văn hóa đại chúng, video, thảo luận trong lớp học và một cuộc bầu cử giả để giáo dục giới trẻ những kỹ năng khi tham gia bầu cử và trở thành những công dân tích cực".
Darren thu âm ca khúc "New Morning" của Bob Dylan cùng với anh trai Chuck Criss của mình cho Amnesty International. Đây là một phần của album Chimes of Freedom: Songs of Bob Dylan Honoring 50 Years of Amnesty International, phát hành ngày 24 tháng 1 năm 2012.
Ngày 8 tháng 3 năm 2012, Darren được UNICEF Philippines chọn làm đại diện và nhận 25,000 đô la tiền quyên góp từ Hollywood Foreign Press Association để khắc phục thảm họa bão nhiệt đới Washi.
Năm 2012, Darren trở thành người phát ngôn của Festival of New American Musicals. Nhiệm vụ của tổ chức này là "thúc đẩy các tác giả, rèn luyện và giới thiệu các diễn viên, đồng thời cũng hỗ trợ gây dựng thế hệ tiếp theo những người xem và ủng hộ nhạc kịch." Đồng chủ tịch danh dự của tổ chức này bao gồm Stephen Sondheim, Stephen Schwartz, Jerry Herman, Angela Lansbury và Jason Alexander.
Darren đã biểu diễn ở nhiều buổi gây quỹ từ thiện trong đó có American Conservatory Theater, AIDS Project Los Angeles, New Conservatory Theatre Center, Toys for Tots, City of Hope National Medical Center, Motion Picture & Television Fund, Public School Arts, MusiCares Foundation, The Old Vic, UCLA's Jonsson Comprehensive Cancer Center, Big Brothers Big Sisters of America, Young Storytellers Foundation và Elizabeth Glaser Pediatric AIDS Foundation.